# Sviatlana Sajanenka
Sviatlana Sajanenka (26 de octubre de 1989) es una deportista bielorrusa que compite en esquí de fondo adaptado y biatlón adaptado. Ganó cuatro medallas en los Juegos Paralímpicos de Pyeongchang 2018.

## Palmarés internacional
| Juegos Paralímpicos | Juegos Paralímpicos         | Juegos Paralímpicos | Juegos Paralímpicos             |
| Año                 | Lugar                       | Medalla             | Prueba                          |
| ------------------- | --------------------------- | ------------------- | ------------------------------- |
| 2018                | Pyeongchang (Corea del Sur) | Medalla de oro      | 1,5 km velocidad (disc. visual) |
| 2018                | Pyeongchang (Corea del Sur) | Medalla de oro      | 7,5 km (disc. visual)           |
| 2018                | Pyeongchang (Corea del Sur) | Medalla de oro      | 15 km (disc. visual)            |

| Juegos Paralímpicos | Juegos Paralímpicos         | Juegos Paralímpicos | Juegos Paralímpicos |
| Año                 | Lugar                       | Medalla             | Prueba              |
| ------------------- | --------------------------- | ------------------- | ------------------- |
| 2018                | Pyeongchang (Corea del Sur) | Medalla de bronce   | 6 km (disc. visual) |